# 毕欧
毕欧（法語：Édouard Constant Biot，1803年7月2日—1850年3月12日）法国工程师和汉学家。作为一名工程师，他参与了法国铁路第二条线路（连接里昂和圣埃蒂安）的建设；作为一位汉学家，他发表了大量的作品，这是一种“罕见结合的知识”所产生的成果。他师从儒莲学习中文，于1843年翻译了《文献通考》中部分关于天文学的内容，从而在中国古代文献记载和蟹状星云及SN 1054之间建立联系。毕欧的父亲是数学家让-巴蒂斯特·毕奥。